# Championnat d'Afrique féminin de basket-ball 1966
Navigation
République arabe unie 1968
Le Championnat d'Afrique féminin de basket-ball de la FIBA 1966 est le 1er championnat FIBA Afrique pour les femmes, placé sous l’égide de la FIBA, instance mondiale régissant le basket-ball. 
Le tournoi a été organisé par la Guinée du 11 au 14 avril 1966 à Conakry. 

## Compétition
La compétition se déroule sous forme d'un championnat où chaque équipe rencontre une fois chaque adversaire.
| Rang | Équipe                    | Pts | J | G | P | Pp | Pc | Diff |  | Résultats                 |  |       |       |       |
| ---- | ------------------------- | --- | - | - | - | -- | -- | ---- |  | ------------------------- |  | ----- | ----- | ----- |
| 1    | République arabe unie     | 5   | 3 | 2 | 1 | 98 | 67 | 31   |  | République arabe unie     |  | 35-23 | 41-19 | 22-25 |
| 2    | Guinée                    | 5   | 3 | 2 | 1 | 75 | 76 | -1   |  | Guinée                    |  |       | 31-22 | 21-19 |
| 3    | République centrafricaine | 4   | 3 | 1 | 2 | 79 | 97 | -18  |  | République centrafricaine |  |       |       | 38-25 |
| 4    | Sénégal                   | 4   | 3 | 1 | 2 | 69 | 81 | -12  |  | Sénégal                   |  |       |       |       |